# 太平洋

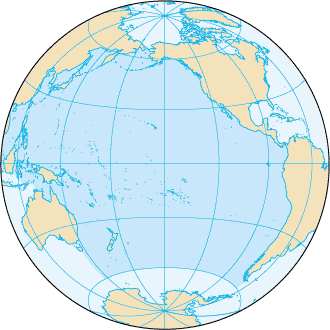
太平洋の位置

太平洋（）とは、アジア（あるいはユーラシア）、オーストラリア、南極、南北アメリカの各大陸に囲まれる世界最大の海洋のこと。大西洋やインド洋とともに、三大洋の1つに数えられる。日本列島も太平洋の周縁部に位置する。面積は約1億5555万7千平方キロメートルであり、全地表の約3分の1にあたる。英語名からパシフィックオーシャン（Pacific ocean）とも日本語で表記されることもある。

## 概要
太平洋は地球表面のおよそ3分の1を占め、その面積はおよそ1億7970万平方キロメートルである。これは世界の海の総面積の46%を占め、また地球のすべての陸地を足した合計よりも広い。また、日本列島のおよそ473倍の面積である。
北極のベーリング海から南極海の北端である南緯60度（古い定義では南極大陸のロス海までだった）まで、およそ1万5500キロメートルある。太平洋は北緯5度ぐらい、つまりおおよそインドネシアからコロンビアとペルーの海岸線までの辺りで東西方向の幅が一番大きいおよそ1万9800キロメートルになる。これは地球の半周とほぼ同じ長さで、地球の衛星である月の直径の5倍以上の長さである。また、現在分かっているうちで地球上で一番深いところであるマリアナ海溝は太平洋にあり、その深さは海面下1万911メートルである。太平洋の平均深度は4028メートルから4188メートルである。
太平洋には2万5000もの島がある。これは、太平洋以外の海にある島をすべて合計した数よりも多い。大部分は赤道より南にある。部分的に沈んでいる島も含めて、その数は継続的に多くなっている。
太平洋は現在プレートテクトニクスによって、長さにして1年におよそ2から3センチずつ狭まっており、面積にして1年におよそ0.5平方キロメートルずつ狭まっている。その一方で大西洋は広がっている。
太平洋の西側のへりには不揃いな海が多くある。大きいものとしてはセレベス海、サンゴ海、東シナ海、南シナ海、フィリピン海、日本海、スールー海、タスマン海、黄海などがある。太平洋は、西部にあるマラッカ海峡でインド洋 とつながり、東南部にあるドレーク海峡およびマゼラン海峡で大西洋とつながり、北部のベーリング海峡で北極海とつながる。
太平洋は、ほぼ中央を通る180度経線を境に西半球と東半球とに分けられている。東半球にある部分を西太平洋といい、西半球にある部分を東太平洋という。180度経線は基本的には日付変更線と可能な限り同一になるように定められており、両者が異なる場合も海上を通るように設定されているため、太平洋は中央部で日付変更線に分断される形となっており、東西で日付が1日違う。
日本では、日本沿岸の海域で単に「太平洋」と表記する場合、国際水路機関が1953年（昭和28年）に定義した「太平洋」（図の濃い水色部分）ではなく、北太平洋及びフィリピン海を併せた海域を指すことが多い。即ち、日本海、オホーツク海、東シナ海及び瀬戸内海は「太平洋」には含まれないことが多い。
マゼランがマゼラン海峡からフィリピンまで航海した時、その旅程のほとんどは実に穏やかだった。しかし、太平洋は常に穏やかなわけではない。多くの熱帯低気圧が太平洋の島を襲う。環太平洋地域には火山が多い。また地震もよく起こり、それに伴ってしばしば津波も発生し、多くの街や島を破壊してきた。

## 名称
探検家のフェルディナンド・マゼランが、1520年 - 1521年に、世界一周の航海の途上でマゼラン海峡を抜けて太平洋に入った時に、荒れ狂う大西洋と比べたその穏やかさに、"Mar Pacifico" （マレ・パシフィクム、平和な海）と表現したことに由来する。マゼランが太平洋に入りマリアナ諸島に至るまで暴風に遭わなかったことからこのように名付けたともいう。
明代末の中国では1602年にイエズス会士マテオ・リッチが世界地図『坤輿万国全図』を作成した。この地図は世界の地理名称をすべて漢語に翻訳したものだが、太平洋全体に対する表記はなく、北海、南海、東南海、西南海、大東洋、小東洋、寧海という7つの海域名称を付けている。
マテオ・リッチの世界地図『坤輿万国全図』は日本にも伝来し、1698年頃に書かれた渋川春海の『世界図』では北太平洋に「小東洋」と記されている。幕末になりパシフィック・オーシャンの日本語訳である「太平洋」が使われるようになった。

## 地理

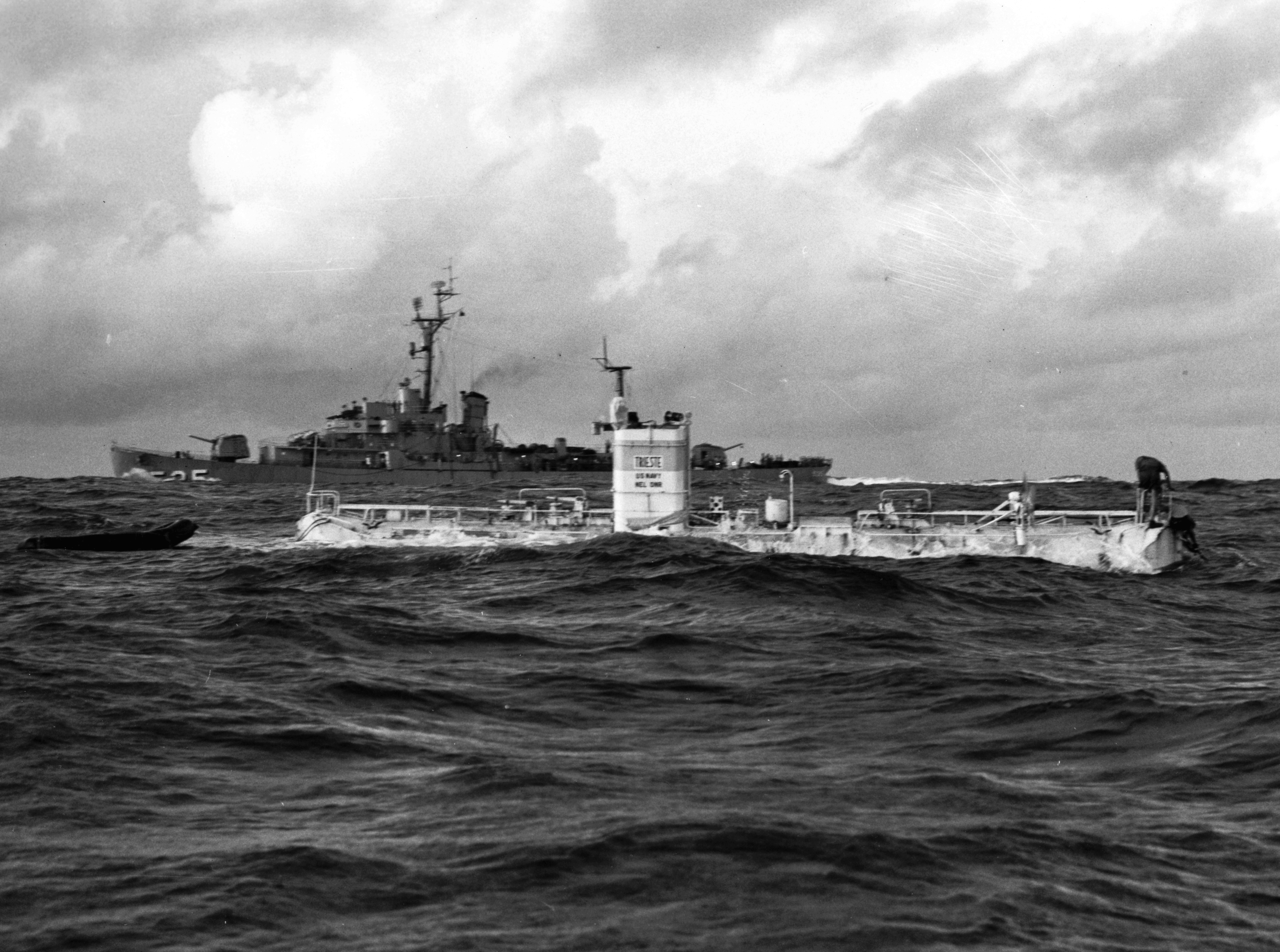
潜水艇のトリエステ。1960年1月23日にマリアナ海溝の底へ潜った。

### 海
太平洋は赤道を境界として北太平洋、南太平洋と区別されることも多いが、この場合ガラパゴス諸島とギルバート諸島に関しては赤道を南北にまたぐものの南太平洋に属するものとして扱われる
付属海は、北からベーリング海、オホーツク海、日本海、黄海、フィリピン海、東シナ海、南シナ海、スールー海、セレベス海、ジャワ海、フロレス海、バンダ海、アラフラ海、サンゴ海、タスマン海。太平洋には大西洋のような大規模な対流はない。主な海流に黒潮、親潮、カリフォルニア海流、北赤道海流、ペルー海流（フンボルト海流）などがある。海流の作る渦は旋廻渦と呼ばれ、北太平洋旋廻の中心には太平洋ゴミベルトと呼ばれるゴミの海域が広がっている。

### 水深
最深部はかつてマリアナ海溝のビチアス（ヴィチャージ）海淵 (11,034m) であるとされていたが、その後の測定の結果、この測定値には疑問がもたれており、現在では同じマリアナ海溝のチャレンジャー海淵の10,920±10mが確実な値とされる。これは米国のスクリップス海洋研究所所属のトーマス・ワシントン号および海上保安庁海洋情報部所属の拓洋によって測量された水深値を元に、1992年4月英国で開催された第8回GEBCOオフィサー会議で報告・了承された値である。平均深度は4280メートル、総水量は7.1億立方キロメートルである。

### 陸

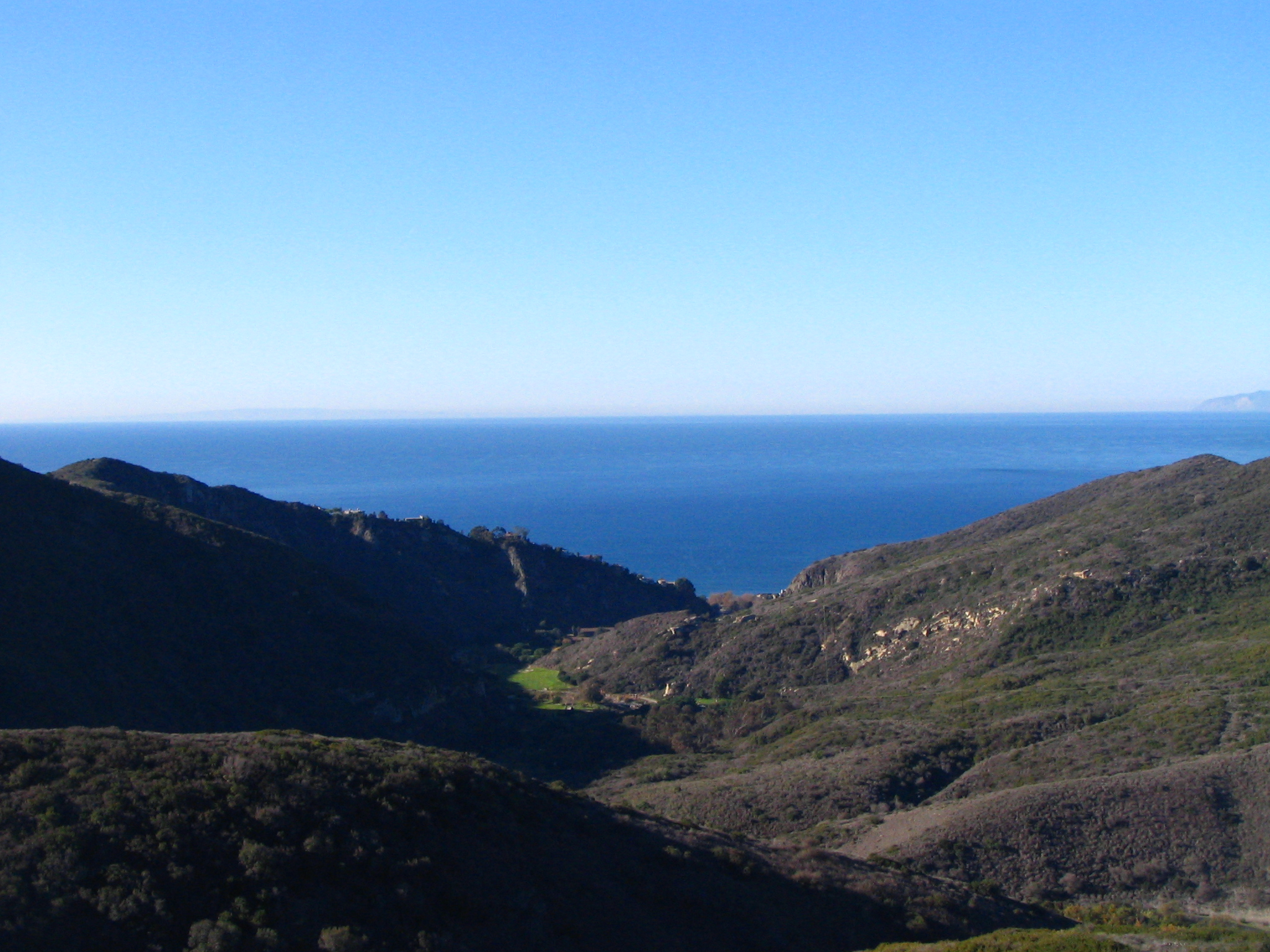
南カリフォルニアの海岸から太平洋を望む。

太平洋全体で最も大きい陸塊はニューギニア島である。ニューギニア島は世界で2番目に大きい島でもある。太平洋のほぼすべての小さな島は北緯30°から南緯30°の間、およそ東南アジアからイースター島までの間にある。最終氷期の間、海水面が低くなっていた関係でニューギニア島はオーストラリア大陸の一部だったので、ボルネオ島とパラワン島のくっついたものが一番大きい陸塊だった。
太平洋中央部の島々は、大きくメラネシア、ポリネシア、ミクロネシアの三つに分けられる。
北端のハワイ諸島と東端のイースター島、南端のニュージーランドを結んでできる大きな三角形の中を占めるポリネシアは三つの海域中最も広く、クック諸島、マルキーズ諸島、サモア、ソシエテ諸島、トケラウ、トンガ、トゥアモトゥ諸島、ツバル、ウォリス・フツナ等の群島や島嶼がある。
赤道の北側かつ日付変更線の西側はミクロネシアといい、北西部のマリアナ諸島、中央部のカロリン諸島、西部のマーシャル諸島、南西部のギルバート諸島など、多くの島が存在する。
太平洋の南西角はメラネシアに属し、太平洋最大の島であるニューギニア島をはじめ、他にもビスマルク諸島、ソロモン諸島、フィジー、ニューカレドニア、バヌアツ等がある。
太平洋の島は基本的に4つのグループに分けられる。大陸島、High island (en) 、サンゴ礁の島、そして高くなったサンゴの台地 (uplifted coral platform) である。安山岩線の外側には大陸島（ニューギニア島、ニュージーランド、フィリピン含む）。これらの島のうち、いくつかは構造的に近くの大陸とくっついている。 High islands は火山が作った島で、たいてい今も活火山がある。例として、ブーゲンビル島、ハワイ諸島、ソロモン諸島などがある。
サンゴ礁の島のグループ、サンゴの台地のグループは、その名の通りどちらもサンゴによって作られた石灰岩質の島である。サンゴ礁とは、海面下の玄武岩の溶岩流に低く垂れこめるように作られる構造物である。オーストラリアの北東にあるグレートバリアリーフは最も大規模な物の1つとして知られている。後者のグループは、前者のグループより大抵やや大きい。例としてはバナバ島 （かつてはオーシャン島と呼ばれた）やフランス領ポリネシアのトゥアモトゥ諸島にあるマカテア島などがある。
南太平洋上には、陸地から最も離れた場所（到達不能極）であるポイント・ネモがあり、人工衛星を安全に落下させるための目標とされている。

## 海水の特徴

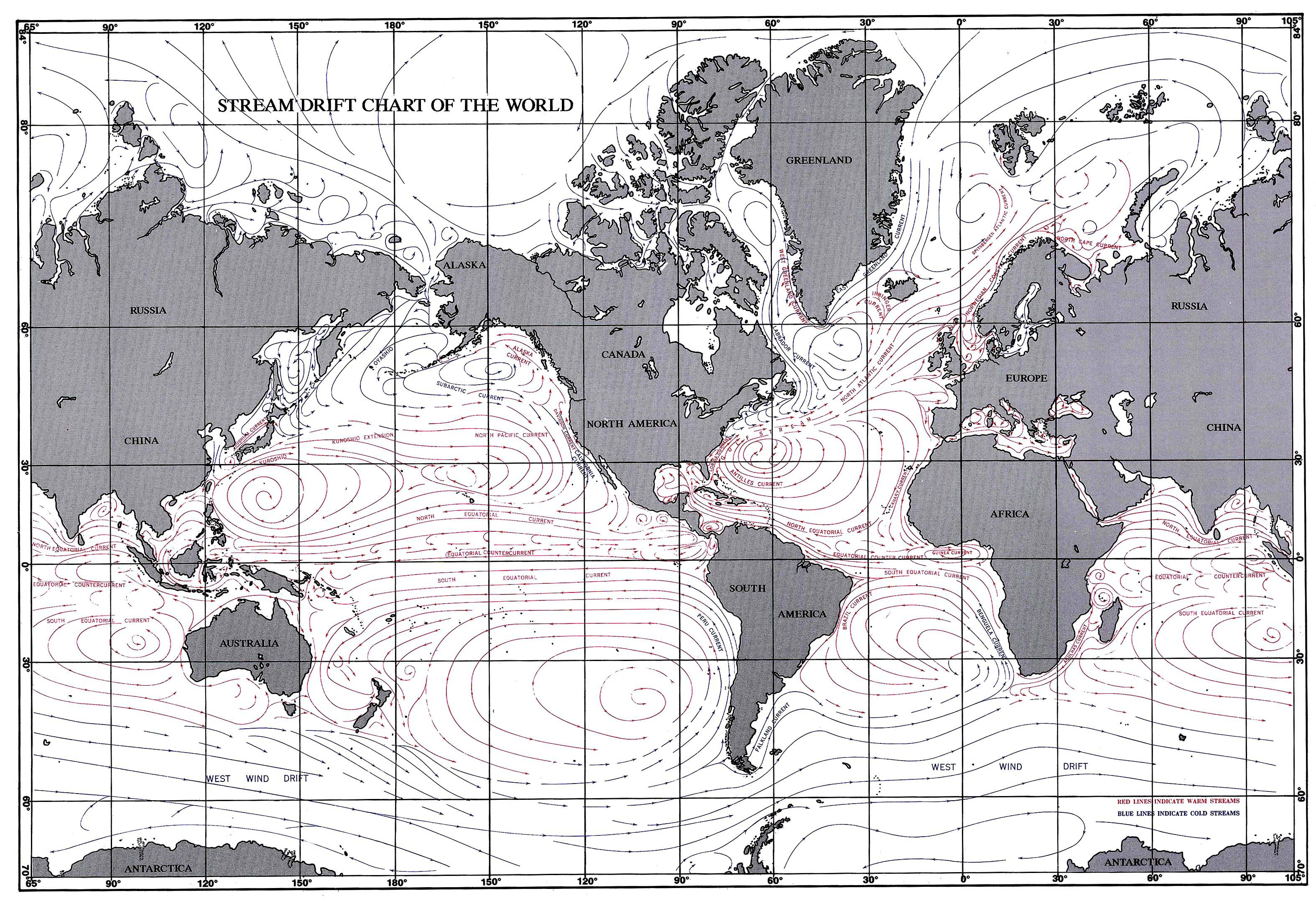
2004年の時点での世界の海流の一覧。赤が暖流で青が寒流。

太平洋の水の体積はおよそ7.14億立方キロメートルであり、世界の海水総量の50.1%を占める。水温は場所によって様々で、極付近では海水の凍りはじめる凝固点である-1.4度近くまで下がり、赤道付近では30℃近くにまで上がる。
塩分濃度も緯度によって様々である。赤道付近の海水は中緯度地域の海水よりも塩分濃度が低い。なぜなら熱帯性の熱帯特有の大雨が一年中降って希釈されるからである。温帯に近い高緯度地域の塩分濃度も、中緯度地域と比べると低い。なぜなら寒い地域では海水があまり蒸発しないからである。

### 海流
太平洋の海水の動きは一般的に、北半球では時計回り、南半球では反時計回りの環流である。
北赤道海流は、北緯15度付近では貿易風により西に流れ、フィリピン沖で向きを北に変え黒潮になる。その後北緯45度付近で東に向きを変え、黒潮と一部の海水は北へ向かいアリューシャン海流になる。そうでない海水は南へ向かい、北赤道海流に戻る。アリューシャン海流は北米に近づくと、一部はベーリング海を反時計回りに回る基礎となる。南側の部分は南へ向かう遅い寒流、カリフォルニア海流になる.。
赤道に沿って西に流れる南赤道海流は、ニューギニアの東で南へ、南緯50度付近で東へと向きを変え、南極海を西から東へ流れ地球を一周する南極環流に合流する。チリの海岸に近づくと、南赤道海流は2つに分かれる。片方はホーン岬をまわり、片方は北へ向かうフンボルト海流になる。

## 地質

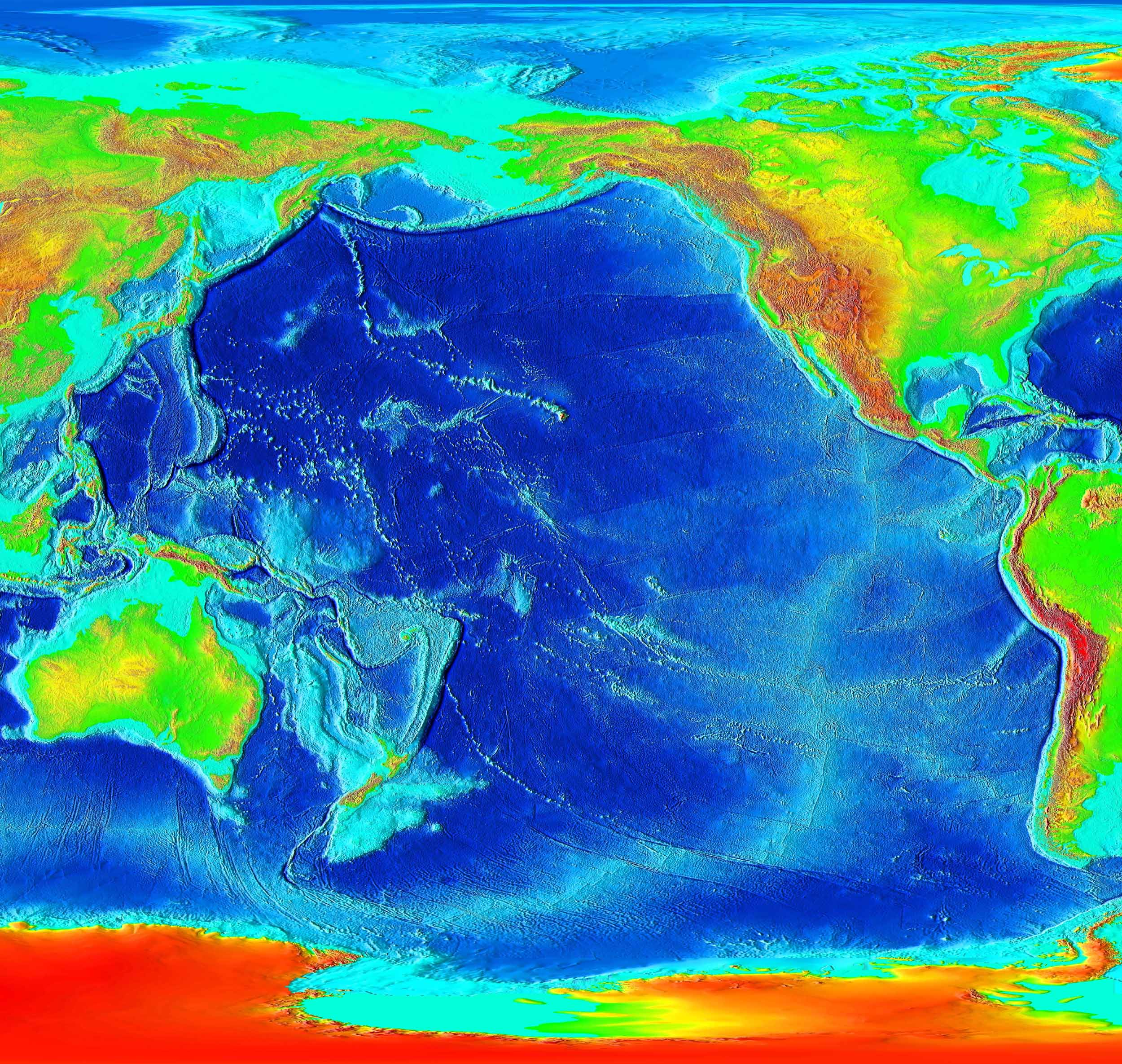
太平洋は多くの火山と海溝に囲まれている。標高を示した図。

安山岩線とは、太平洋と他を分ける最も重要なもので、太平洋の真ん中にある海盆の深いところにある有色鉱物火成岩と、太平洋の縁にある大陸性の部分的に沈んでいる無色鉱物火成岩でできた区域とを分ける。安山岩線はカリフォルニアの沖合の西側からアリューシャン列島の南を通り、以下の地域の東側を通る：カムチャツカ半島、千島列島、日本列島、マリアナ諸島、ソロモン諸島、北島 (ニュージーランド)。安山岩線という閉じた輪の中は、海底火山と環太平洋地域を特徴づける火山島を除いては水深の深い海である。
玄武岩質の溶岩は普通流れ出ると巨大なドーム型の火山、楯状火山を形作り、その浸食された頂上は島弧、列島、群島などになる。
安山岩線の外側にある環太平洋造山帯は、さまざまな沈み込み帯（プレートが横向きに押されて、別のプレートの下へ沈むところ）の上に何百もの活火山があることからその名がついた。太平洋は沈み込み帯にほぼ全てぐるりと囲まれている唯一の海である。南極とオーストラリアの海岸の近くだけが唯一沈み込み帯ではないところである。

### 地質学的歴史
太平洋はパンゲア大陸の分裂によって古代海洋パンサラッサから変化してできた海である。連続的に置き換わったので、いつパンサラッサが太平洋に切り替わったか、はっきりとしたことは言えない。その一方で当時を再現した地図ではたいてい大西洋が開き始めた頃のパンサラッサを太平洋と呼び始める (とを参照)。
パンサラッサは7億5000万年前のロディニア大陸の分裂により初めて開いた。しかし、海底は、海嶺で誕生した後、プレートテクトニクスによって常に動き続けており、海溝で沈み込むことによって更新されているため、現在確認されている最も古い太平洋の海底はおよそ1億8000万年前のものである。

### 海山列
太平洋にはホットスポットの作った長い海山列（海底にある山脈のこと）がいくつかある。天皇海山群やルイビル海山列などである。

## 歴史

### ポリネシア人の移住

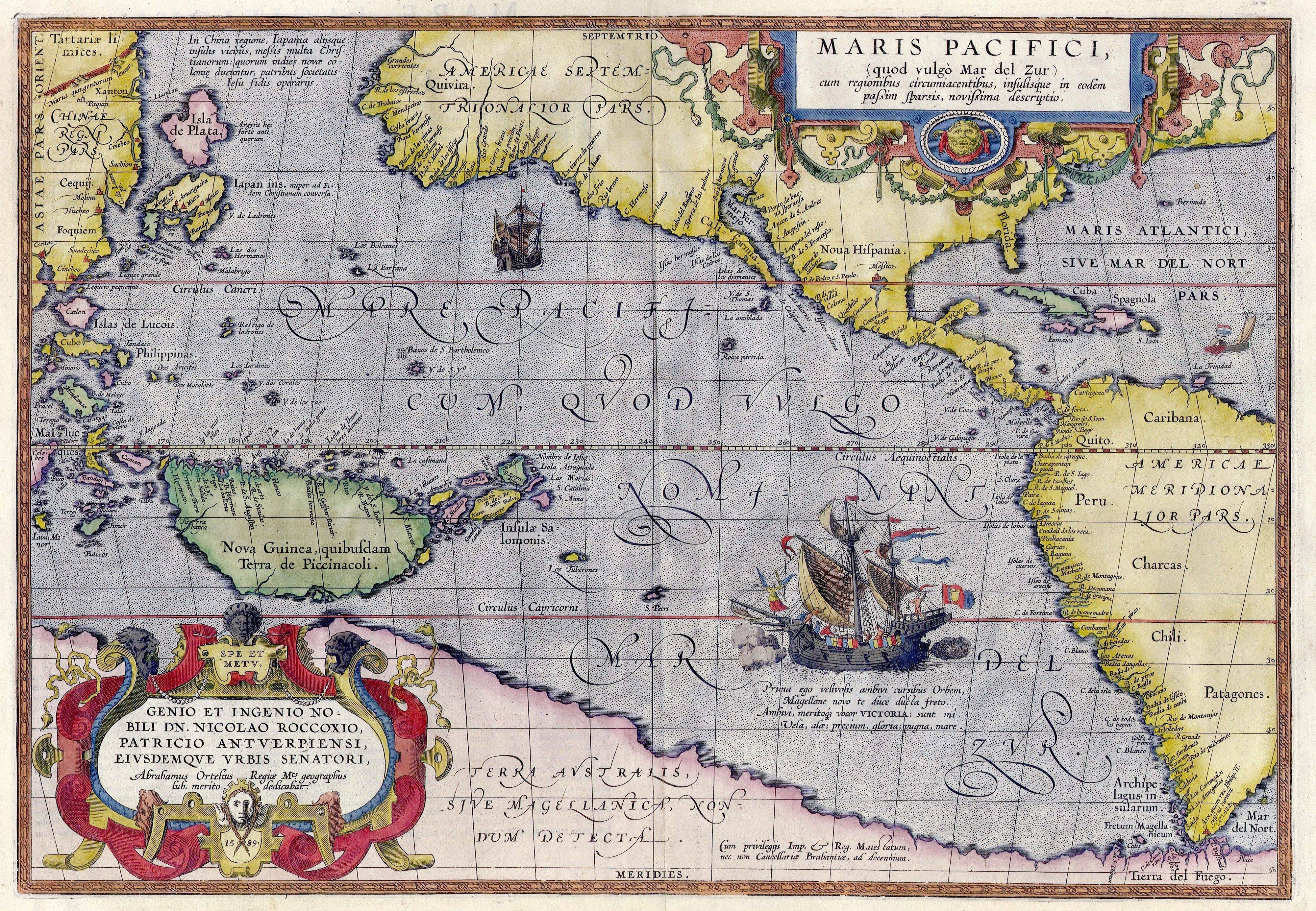
アブラハム・オルテリウスが1589年に書いたMaris Pacifici（en）。初めてに太平洋を描いた地図の一つである。ヴァルトゼーミュラー地図 （1507年）も参照。

有史以前、すでに太平洋の沿岸地域には人類が居住していた。しかし、太平洋中央部に点在する島々へと人々が移住するようになったのは、紀元前1500年ごろにニューギニアに居住していたラピタ人たちが、島伝いに沖へと乗り出していったものがはじまりと推測されている。彼らはまずニューギニアから近いメラネシアへと進出し、ビスマーク諸島には紀元前1300年、バヌアツには紀元前1000年、フィジーには紀元前900年、トンガには紀元前850年に到達した。この第一期の移住の波は、サモアでいったん停止した。その数百年後、サモアやフィジー、トンガといったポリネシア西部の島々から第二期の移住の波が起こり、ニュージーランド（アオテアロア）、マルケサス諸島、タヒチ、イースター島、ハワイなど残りの島々にすべて植民し、ヨーロッパ人が太平洋に到達する数百年前には、すでにポリネシア人は太平洋の隅々まで植民を終えていた。

### ヨーロッパ人の到来
16世紀初頭、ヨーロッパ人が太平洋に到達した。最初に太平洋に到達したヨーロッパ人は、1513年にパナマ地峡を渡ったバスコ・ヌーニェス・デ・バルボアである。彼はMar del Sur （南の海という意味）と名付けた。この名がついたのは、バルボアが渡ったパナマ地峡は南北に短く、北岸のカリブ海側から南岸の太平洋側に到達したからである。そしてその後、ポルトガル人の探検家、フェルディナンド・マゼランが1519年から1521年の間に世界一周の過程で太平洋を航海するとき、マゼランは太平洋を "Pacífico" または "Pacific" とよんだ。この言葉は平和な、または太平な、という意味である。なぜなら航海の最中ずっと海が穏やかだったからである。
しかしマゼラン本人は1521年にフィリピンで死んでしまい、スペイン人航海士、フアン・セバスティアン・エルカーノが一隊を連れてインド洋を超え喜望峰をまわり、1522年にスペインへ帰国し世界一周を成し遂げた。1525年から1527年にかけては、ポルトガル人の探検隊がカロリン諸島とニューギニア島に到達した。
1564年、ミゲル・ロペス・デ・レガスピ率いるスペインの探検隊がメキシコからフィリピン諸島とマリアナ諸島へ海を渡った。16世紀のその後、スペインの影響は最も大きかった。スペインはメキシコとペルーから太平洋を越えてグアムを経由しフィリピンまで航行する、スペイン領東インドを作った。マニラ・ガレオンは250年間、マニラとアカプルコと結んだ。これは歴史上最も長い交易路の一つである。スペインの探検により南太平洋のツバル、マルキーズ諸島、ソロモン諸島が見つかった。
テラ・アウストラリスを捜す探検の中で、スペイン人の探検家たちは17世紀に南太平洋のピトケアン諸島とバヌアツ諸島を発見した。オランダ人探検家たちも南アフリカをまわり、発見と交易にかかわった。アベル・タスマンは1642年にタスマニア島とニュージーランドを発見した。18世紀にはいると、ロシア人がアラスカとアリューシャン列島の大規模な探検をおこなった。
スペインは北西太平洋へも探検家を送り、カナダおよびアラスカ南部のバンクーバー島まで達した。フランス人はポリネシアを探検し、植民した。イギリスはジェームズ・クックらを3回航海させ、南太平洋やオーストラリアやハワイや北米の太平洋岸北西部へ行かせた。このクックの航海により、太平洋中央部の島々のかなりが発見された。
19世紀中拡大した帝国主義により、太平洋の大部分がヨーロッパの列強に占領され、次にアメリカ合衆国と日本に占領された。1830年代にチャールズ・ダーウィンをのせ航海したビーグル号や1870年代に航海したチャレンジャー号（チャレンジャー号探検航海）などによって多くの海洋学的知識がもたらされた。
アメリカ合衆国はパリ条約によってグアムとフィリピンをスペインから1898年に得たが、その後日本が西太平洋のほとんどを1914年に、そして他の島を太平洋戦争中に占領した。しかし敗戦とともにアメリカ海軍の太平洋艦隊が太平洋を事実上占領した。第二次世界大戦の後、太平洋の多くの植民地が独立国家になった。

## 政治
太平洋沿岸地域、とくに北アメリカ大陸および東アジアの経済成長に伴い、太平洋を取り巻くいわゆる環太平洋諸国の関係は深まりつつあり、これら諸国が多国間経済協力を進めるため、1989年にアジア太平洋経済協力（APEC）が始まった。2014年にはこのAPECは21の国と地域が参加しており、とくにアメリカ・日本・中国・ロシアといった大国群が参加していることもあって、参加国の総計では世界のおよそ半分の人口・国富・貿易額を占めている。このため、APECは重要な国際機関の一つとなっている。

## 経済
太平洋の鉱物資源の開発はその深さが障害になっている。オーストラリアとニュージーランドの大陸棚の浅瀬では、石油や天然ガスが採掘されている。また、オーストラリア、日本、パプアニューギニア、ニカラグア、パナマ、フィリピンの沿岸では真珠も取れる。しかし、取れる量がはっきりと減っている場合もある。
太平洋最大の価値は水産資源である。大陸の海岸付近の海域や温帯の島ではニシン、マスノスケ、イワシ、メカジキ、ツナ、貝類等がとれる。太平洋は、海域によって漁業生産力の差が激しい。太平洋で最も漁業生産力の高い地域は北太平洋にあり、日本近海からカムチャツカ半島、アリューシャン列島、アラスカ南岸を通って北アメリカ大陸の西岸にいたる地域である。この地域は黒潮が大きな流れを作っており、ここに親潮などの寒流やベーリング海などからの冷たい海水が接触することで潮目ができ、好漁場となっている。このほか、南アメリカ大陸沿岸も寒流であるペルー海流と周辺の温暖な海水との接触により好漁場となっている。逆に、太平洋の中央部は、赤道反流によって湧昇が起こり好漁場となる赤道周辺を除いては、漁業生産力は低い。

## 環境問題

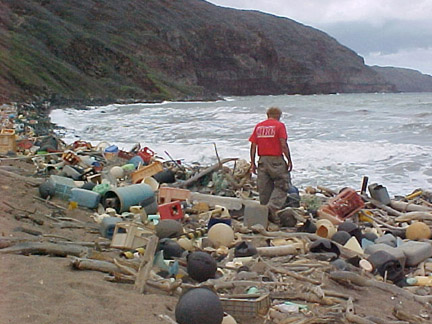
ハワイの海岸の海ゴミ

海洋汚染とは、有害な化学物質や細かいかけらが海に入ることを指す包括的な言葉である。最大の原因は川にゴミを捨てることである。
川は海に注ぐ。その時、農業用肥料として使われた化学物質なども一緒に注ぐ。その化学物質を分解するために多くの酸素が使われ、貧酸素水塊ができてしまう。海ゴミとも呼ばれる漂流ゴミは海で見つかった人間のゴミを指す言葉である。特にプラスチックなど生分解性に乏しい素材でできた水よりも比重の軽いゴミは長期間浮遊し続ける。比重が軽く水に浮きやすい海ゴミは渦の中心や海岸線に集まる傾向があり、しばしば浜辺にゴミが打ち上げられる。この他、海底に沈んでいるゴミの問題なども存在する。

## 取り囲む国と地域
- アメリカ領サモア
- オーストラリア
- ブルネイ
- カンボジア
- カナダ
- チリ
- 中国
- コロンビア
- クック諸島
- コスタリカ
- 東ティモール
- エルサルバドル
- エクアドル
- フィジー
- フランス領ポリネシア
- グアム
- グアテマラ
- ホンジュラス
- 香港
- インドネシア
- 日本
- キリバス
- 朝鮮民主主義人民共和国
- 韓国
- マカオ
- マレーシア
- マーシャル諸島
- メキシコ
- ミクロネシア連邦
- ナウル
- ニューカレドニア
- ニュージーランド
- ニカラグア
- ニウエ
- ノーフォーク島
- 北マリアナ諸島
- パラオ
- パナマ
- パプアニューギニア
- ペルー
- フィリピン
- ピトケアン諸島
- ロシア
- サモア
- シンガポール
- ソロモン諸島
- 台湾
- タイ
- トケラウ
- トンガ
- ツバル
- アメリカ
- バヌアツ
- ベトナム
- ウォリス・フツナ

- ハワイ諸島（米国領）
- 合衆国領有小離島（米国領）
- イースター島（チリ領）
- ガラパゴス諸島（エクアドル領）
- クリッパートン島（フランス領）
- チャタム諸島（ニュージーランド領）

## 主な港
- オーストラリア、タウンズビル
- オーストラリア、ブリスベン
- オーストラリア、ニューカッスル
- オーストラリア、シドニー
- オーストラリア、メルボルン
- カナダ、キティマト
- カナダ、バンクーバー
- カナダ、ビクトリア
- カナダ、プリンスルパート
- チリ、アリカ
- チリ、アントファガスタ
- チリ、イキケ
- チリ、サンアントニオ
- チリ、タルカワノ
- チリ、バルパライソ
- チリ、プエルトチャカブコ
- チリ、プエルトモント
- 中国、大連
- 中国、煙台
- 中国、香港
- 中国、上海
- 中国、深圳
- 中国、青島
- 中国、天津
- 中国、廈門
- コロンビア、トゥマコ
- コロンビア、ブエナベントゥーラ
- エクアドル、エメラルダス
- エクアドル、グアヤキル
- エクアドル、ポルトビエホ
- エクアドル、マンタ
- インドネシア、ジャヤプラ
- 日本、大阪港
- 日本、横浜港
- 日本、神戸港
- 日本、東京港
- 北朝鮮、清津市
- 北朝鮮、南浦
- 韓国、釜山
- 韓国、仁川
- 韓国、平沢
- マレーシア、クアラトレンガヌ
- メキシコ、アカプルコ
- メキシコ、エンセナーダ
- メキシコ、マサトラン
- メキシコ、ティフアナ
- メキシコ、サンルーカス
- メキシコ、プエルト・バヤルタ
- メキシコ、マンサニージョ
- ニュージーランド、オークランド
- ニュージーランド、タウランガ
- ニュージーランド、ウェリントン
- ニュージーランド、リトルトン
- パナマ、パナマシティ
- ペルー、カヤオ
- フィリピン、バコロド
- フィリピン、イロイロ
- フィリピン、カガヤン・デ・オロ
- フィリピン、サンボアンガ
- フィリピン、セブ
- フィリピン、ダバオ
- フィリピン、バタンガス
- フィリピン、マニラ
- 台湾、高雄
- 台湾、基隆港
- 台湾、台中
- ロシア、ウラジオストク
- シンガポール
- タイ、ソンクラー港
- タイ、バンコク
- タイ、レムチャバン港
- アメリカ、アンカレッジ
- アメリカ、オークランド
- アメリカ、サンディエゴ
- アメリカ、サンフランシスコ
- アメリカ、シアトル
- アメリカ、タコマ
- アメリカ、ポートランド
- アメリカ、ホノルル
- アメリカ、ロサンゼルス
- アメリカ、ロングビーチ
- ベトナム、ダナン
- ベトナム、サイゴン
- ベトナム、ハイフォン

## 気象

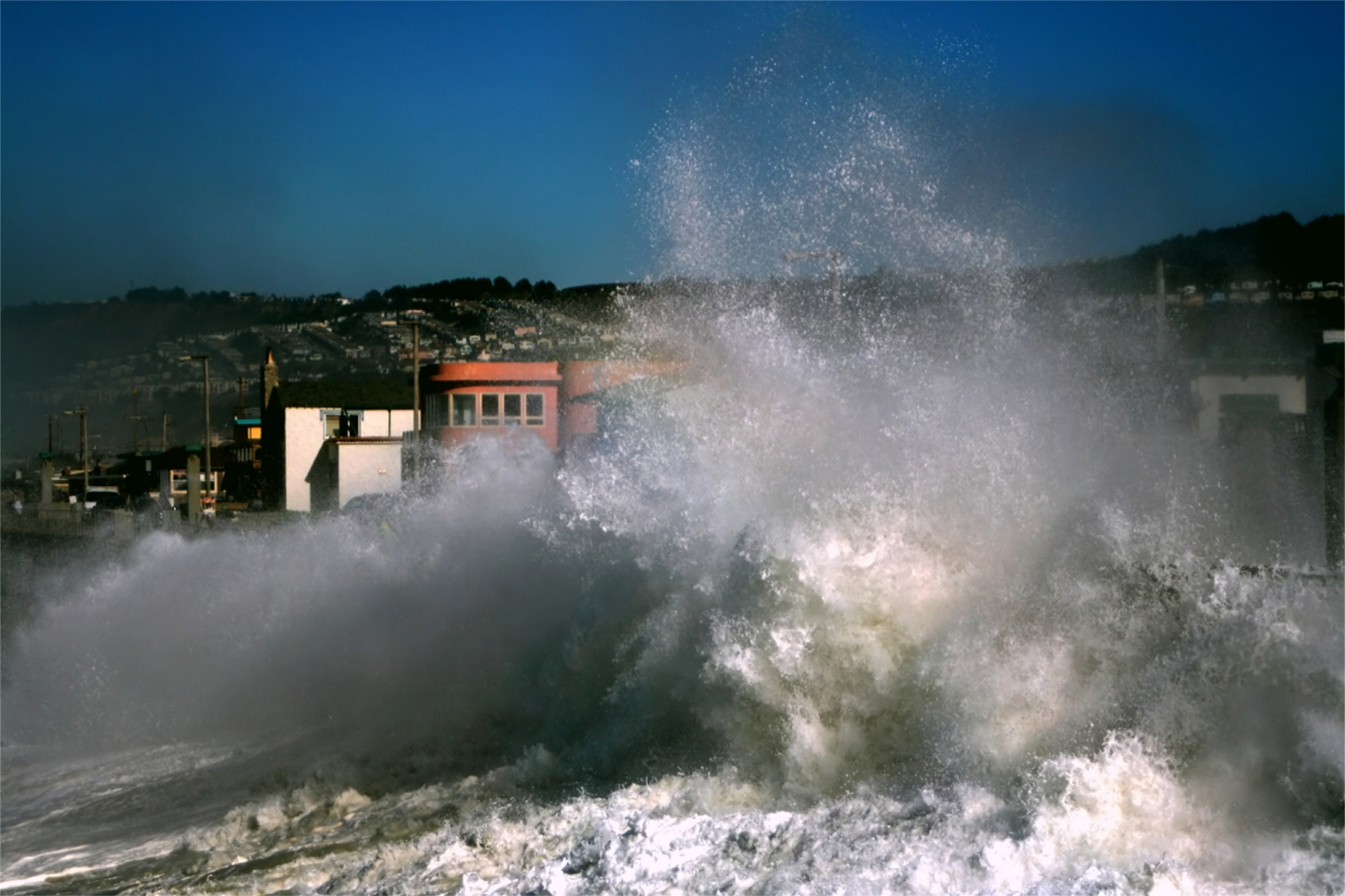
カリフォルニア州のパシフィカを襲う嵐

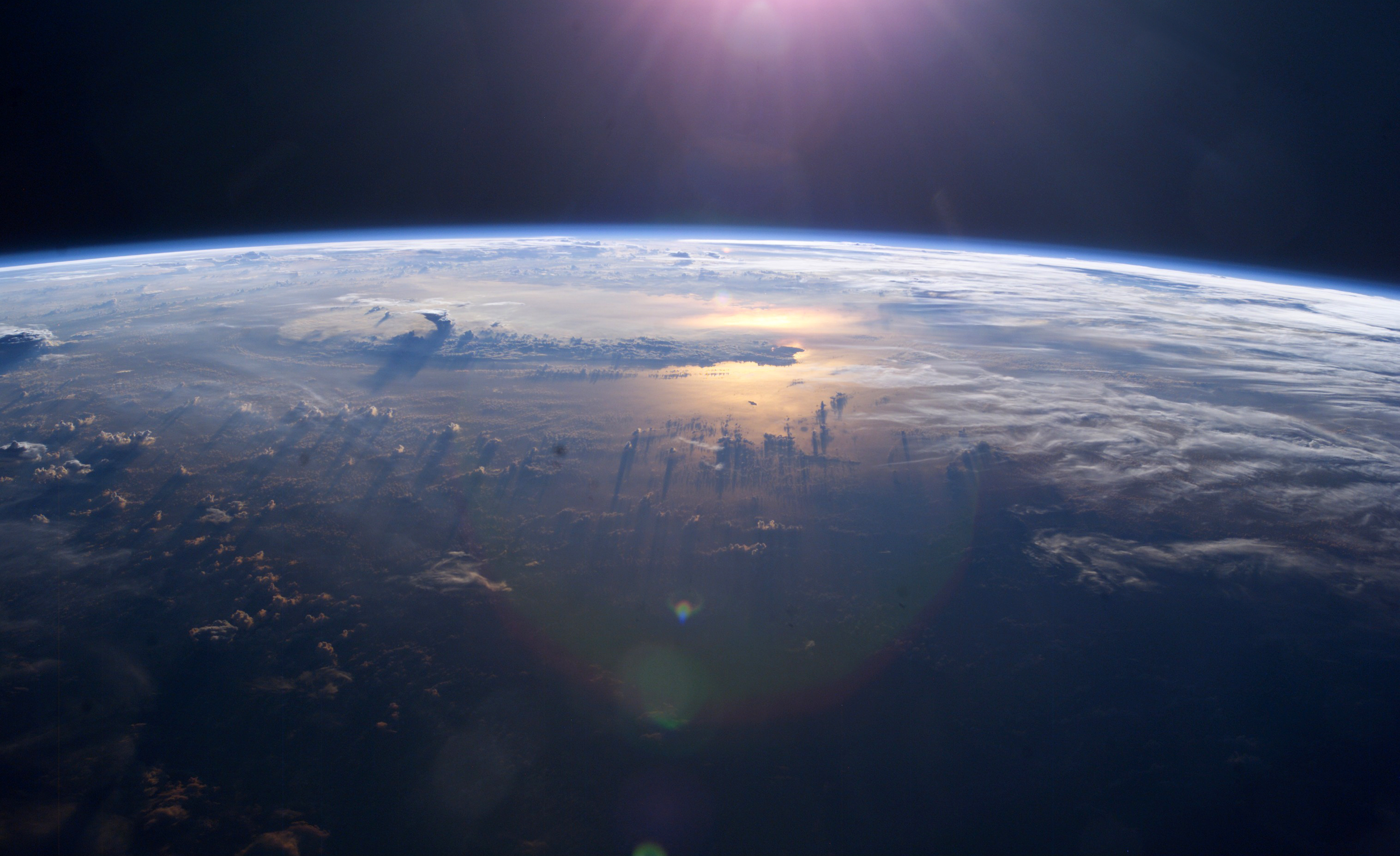
国際宇宙ステーションから見た、太平洋に沈む太陽。かなとこ雲も見える。

- 台風
- エルニーニョ現象・ ラニーニャ現象

## 地質
- 環太平洋造山帯
- マンガンノジュール
- ブラックスモーカー
- ハワイ‐天皇海山列
- ホットスポット

## 太平洋を構成するプレート
- 太平洋プレート
- 北アメリカプレート
- フィリピン海プレート
- オーストラリアプレート
- 南極プレート
- ユーラシアプレート
- ココスプレート
- ナスカプレート
- ファンデフカプレート